# Lantana ciferriana
Lantana ciferriana là một loài thực vật có hoa trong họ Cỏ roi ngựa. Loài này được Ekman ex Moldenke mô tả khoa học đầu tiên năm 1948.